# 南投配天宮
23°54′23″N 120°41′09″E / 23.906519°N 120.685953°E
南投配天宮，是位於臺灣南投縣南投市崇文里、四廟合一的媽祖廟，城隍爺誕辰的繞境為當地盛事。

## 由來

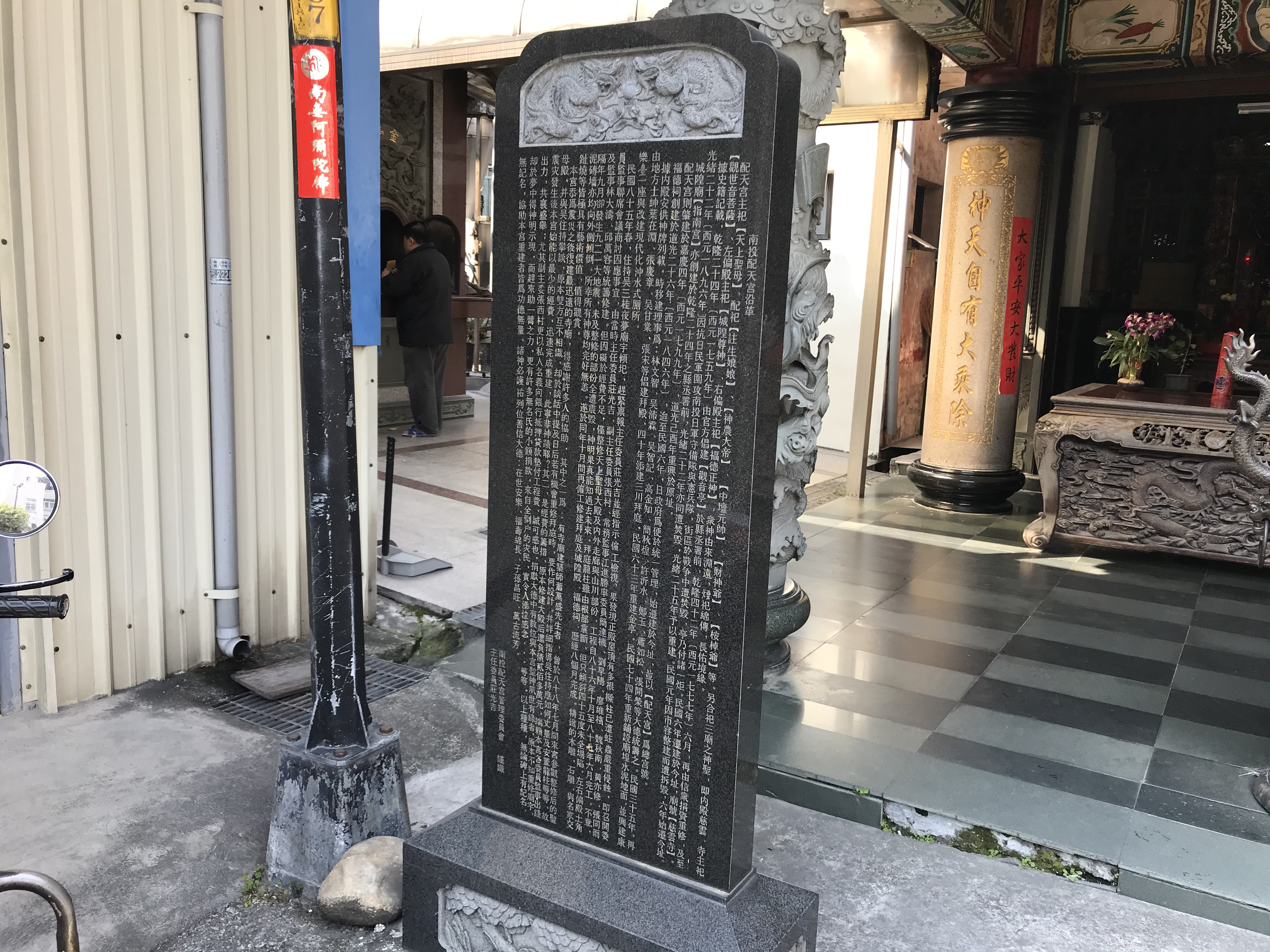
沿革碑

南投配天宮原是今南投市彰南路圓環彰化銀行處的媽祖廟，為嘉慶四年（1799年）創立。過去南投市在合作金庫今址有主祀觀音菩薩的慈雲寺，南投武德殿現址有主祀城隍尊神的指南宮，中山街永生診所處有主祀土地神的福德宮。
至於慈雲寺是乾隆二十四年（1759年），官府倡建於南投縣丞署前，迨乾隆四十二年（1777年）六月，松茂和尚倡議重修，並得地方人士各族代表捐出若干田園，由南投縣丞周豐勒石。嘉慶七年（1802年），信徒捐置吊鐘一座，銘文：「阿彌陀佛，法輪常轉，皇圖永固，帝道遐昌，佛日增輝」。 1896年6月29日，南投發生抗日事件，至7月6日，日軍放火焚街，慈雲寺遂罹兵燹，佛像寄祀於配天宮。
慈雲寺的土地與香燈碑後為日僧建立的尊猷寺所有。後，日本人為了方便管理，將此媽祖廟、觀音寺、城隍廟、土地祠合於一處，在1917年由當地仕紳成南投崇神會管理。配天宮等於該年一起遷移到今中山街的所在，今行政區域為南投市崇文里。
1994年，廟方再以七百萬元購入廟埕用地。各殿依然維持原來的廟名，如後殿仍掛著縣長洪樵榕在1958年贈的廟匾「慈雲寺」。

## 祭祀
以主殿的媽祖為主神，中庭恭奉桉桌爺、註生娘娘、神農大帝五穀王、中壇元帥、三太子哪吒及財神爺，偏殿恭奉城隍爺及福德正神。媽祖誕辰時，南投興聖堂信徒會來此請神。後殿祀佛除本尊觀音外，並祀地藏王菩薩及十八羅漢，隸祀護法爺及韋馱爺等。
南投的城隍爺誕辰原各地不同，此廟過去是農曆六月十四，後縣政府特統一為農曆六月十五。二十世紀中葉，此廟開始城隍遶境出巡活動，規模逐年擴大，蔚為南投年度信仰大事。當時1959年7月19日是以支援西藏抗暴名義，警備單位雖准許，但限制遊街人數。城隍出巡分為行兩次遊街，第一次是農曆六月十四日晚，由城隍爺兵將率隊出巡，次日中午由城隍爺率隊出巡，遊行有鑼鼓陣、八家將、藝閣、獅陣等助興，入夜後南投市民以流水席供人食用。
平均每十三年舉辦一次建醮活動。2018年1月建醮時，就設有七個壇，分別是南投體育場的主壇、中華路及華陽路旁的北一壇、自強一路6號旁空地的北二壇、平山里活動中心前的西壇、汙水處理廠廣場的東一壇、達興壘球場的東二壇、府南二路旁的南壇。